# Ronald Krüger
 Ronald Krüger (* 1935) ist ein deutscher Sportler in der Leichtathletik und Deutscher Meister 1955 im Weitsprung.

## Biografie
Krüger ist in Kiel aufgewachsen, wo er sein Abitur erwarb. Er trainierte als Weitspringer bei den Vereinen Kieler TV, Polizei SV Kiel und Club zur Vahr in Bremen. Er errang eine Vielzahl von Medaillen und wurde Deutscher Junioren- und Deutscher Meister:
- Deutsche Leichtathletik-Meisterschaften 1954/Resultate: 6. Platz (Kieler TV)
- Deutsche Leichtathletik-Hallenmeisterschaften 1955: 1. Platz (Kieler TV)
- Deutsche Leichtathletik-Meisterschaften 1955: 1. Platz mit 7,55 m (Club zur Vahr)
- Deutsche Leichtathletik-Meisterschaften 1956: 3. Platz mit 7,35 m (Club zur Vahr)
- Deutsche Leichtathletik-Hallenmeisterschaften 1957: 3. Platz (Club zur Vahr)
- Deutsche Leichtathletik-Hallenmeisterschaften 1958:  2. Platz (PSV Kiel)
- Deutsche Leichtathletik-Meisterschaften 1958: 3. Platz mit 7,55 m (PSV Kiel)
- Deutsche Leichtathletik-Meisterschaften 1959:  3. Platz mit 7,47 m (PSV Kiel)
- ISTAF-Gewinner von 1959 mit 7,49 m (PSV Kiel)